# Institución de Teología de Azerbaiyán
La Institución de Teología de Azerbaiyán (en azerí: Azərbaycan Respublikasının Dini Qurumlarla İş üzrə Dövlət Komitəsinin tabeliyində Azərbaycan İlahiyyat İnstitutu) — es la institución de enseñanza superior de la República de Azerbaiyán, especializada en la enseñanza religiosa. En resultado del concurso logo de la Institución de Teología de Azerbaiyán fue elaborado el 8 de agosto de 2018.

## Historia
El 9 de febrero de 2018 el Presidente de la República de Azerbaiyán Ilham Aliyev firmó una disposición sobre la creación de la Institución de Teología de Azerbaiyán del Comité Estatal de la República de Azerbaiyán por trabajo con las instituciones religiosas. Por misma disposición la facultad de teología de la Universidad Estatal de Bakú fue incluido a la estructura de la Institución de Teología de Azerbaiyán. 
Por la otra disposición del 31 de mayo de 2018 Djeyhun Mammadov fue declarado el rector de la Institución. El 13 de septiembre de 2018 exdecano de la facultad de teología de la Universidad Estatal de Bakú Mubariz Djamalov fue nombrado el vicerrector de la Institución de Teología de Azerbaiyán.
El 17 de septiembre de 2018 en Bakú se celebró la ceremonia de apertura de la Institución de Teología de Azerbaiyán.

## Estructura
Actualmente en la Institución se funcionan 1 facultad y 3 cátedras. La enseñanza se realiza en azerí y de dos especialidades: asuntos islámicos y estudios religiosos. Entre las asignaturas principales tienen lugar inglés, árabe, hebreo, sánscrito, griego, latín, ruso y persa. 